# Эначе, Мариан
Мариан Флориан Эначе (рум. Marian Florian Enache; род. 5 августа 1995, Тыргу-Кэрбунешти, Горж) — румынский гребец. Олимпийский чемпион 2024 года.

## Биография
Начал заниматься греблей в 14 лет в клубе «Бега» (Темишоара), а в 18 лет стал членом национальной сборной Румынии.
На юношеском уровне имел бронзу чемпионата мира 2012 (Болгария) и серебро чемпионата мира 2013 (Литва).
Дебют на взрослом чемпионате мира состоялся в 2017 году в Румынии, где Марьян Энаке остался вне призовых мест.
Свою первую медаль на чемпионате Европы завоевал на турнире 2018 года в Глазго, став серебряным призёром в двойке. Впоследствии на континентальном первенстве имел следующие достижения: 2019 и 2022 — 3 место, 2024 — 1 место.
Участник Олимпийских игр 2020 в Токио. На Олимпиаде 2024 года в Париже стал золотым призёром в двойке в паре с Андреем-Себастьяном Корня.
10 сентября 2024 года награждён орденом «За спортивные заслуги» I степени.